# サザンパインズ駅
サザンパインズ駅（英語：Southern Pines Station ）は、アメリカ合衆国ノースカロライナ州サザンパインズ ノースウェスト・ブロード・ストリート235にある駅。 全米各地を結ぶ旅客鉄道のアムトラックが乗り入れている。

## 概要

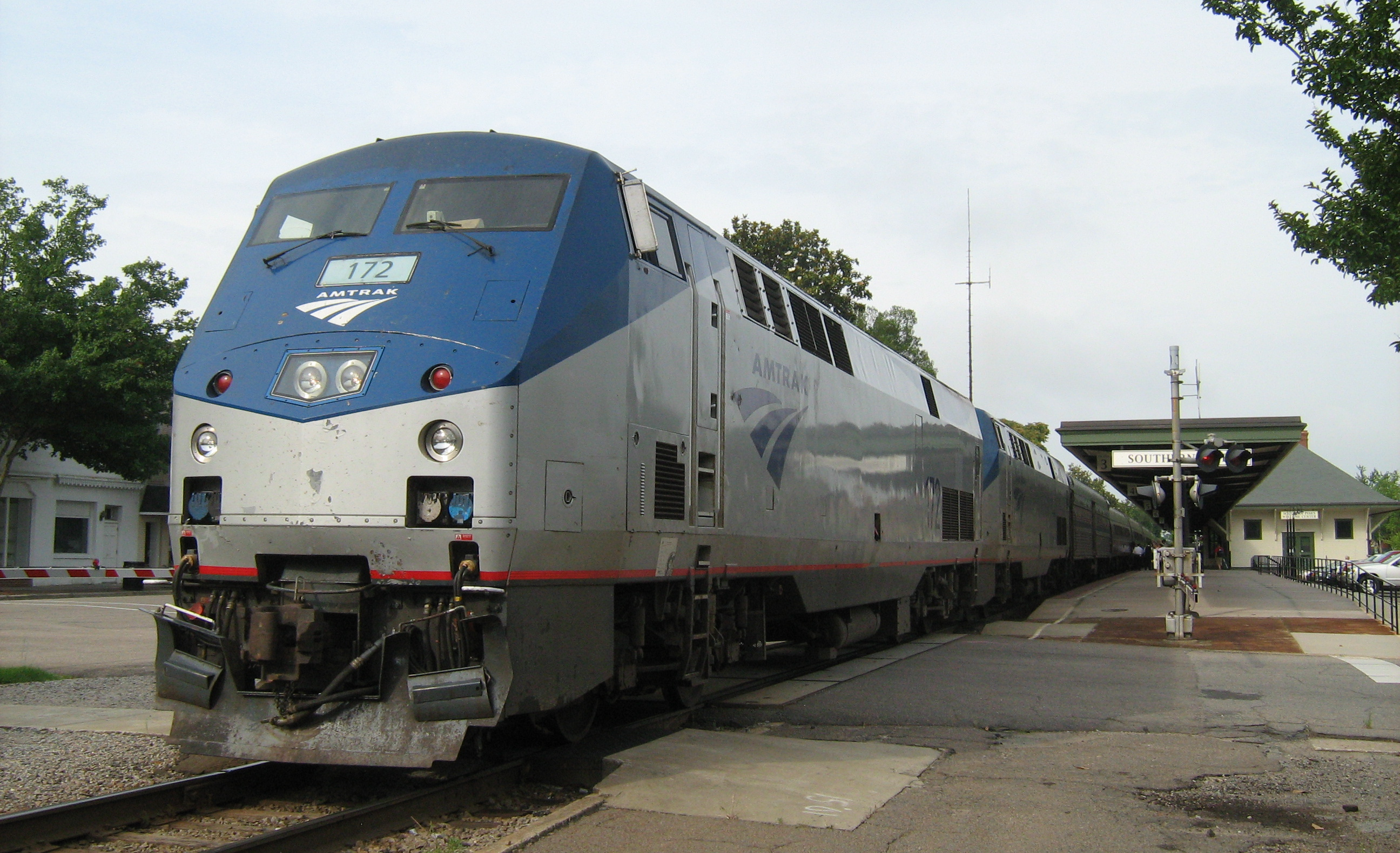
サザンパインズ駅に停車中のシルバー・スター号

アムトラックのサザンパインズ駅は1898年にシーボード・エア・ライン鉄道によって建設され、平屋根を寄棟造に改築、現代的な待合室、トイレ、プラットホームと上屋を施工する工種を含み、2004年に復元された。ノースカロライナ州運輸省 (NCDOT)は、プロジェクトを完遂させるために$80万ドル拠出した。そして、2005年2月22日にリニューアルオープンした。

## 利用可能な鉄道路線／列車
アムトラックの停車する列車は下記の通り。
ニューヨークとマイアミ間の夜行長距離列車シルバー・スター号…1日1往復停車